# Polskie Towarzystwo Menopauzy i Andropauzy
Polskie Towarzystwo Menopauzy i Andropauzy (PTMiA) – towarzystwo naukowe, powołane 7 października 1994 z inicjatywy prof. Stefana Zgliczyńskiego, z siedzibą w Warszawie, którego celem jest propagowanie wiedzy na temat menopauzy i andropauzy poprzez działalność naukową, edukacyjną, dydaktyczną i organizacyjną.

## Cele działania
- Szeroka popularyzacja w społeczeństwie wiedzy o zachowaniu zdrowia i poprawie jakości życia w okresie pogłębiającego się niedoboru hormonów gonadowych.
- Inspirowanie i promowanie badań naukowych dotyczących problemów związanych z menopauzą i andropauzą.
- Stałe podnoszenie wiedzy i kwalifikacji personelu medycznego w zakresie zapobiegania i leczenia zaburzeń towarzyszących menopauzie i andropauzie.

## Działalność
Towarzystwo bierze udział w organizowaniu zjazdów naukowych, sympozjów, kursów, wykładów, zebrań i odczytów naukowych. Zajmuje się rozwijaniem wymiany naukowej, prowadzeniem działalności wydawniczej, współpracuje z towarzystwami i organizacjami naukowymi w Polsce i za granicą. Towarzystwo współpracuje z organami administracji państwowej w zakresie promowania szerokiej wiedzy i dostępności zastępczej terapii hormonalnej dla kobiet i mężczyzn. Ponadto Towarzystwo przyznaje nagrody za wybitne osiągnięcia naukowe w dziedzinie badań nad menopauzą i andropauzą.

## Zarząd
- Prezes prof. dr hab. n. med. Wojciech Zgliczyński
- Wiceprezes dr n. med. Małgorzata Bińkowska
- Wiceprezes prof. dr hab. n. med. Dominik Rachoń
- Skarbnik lek. Katarzyna Wernic
- Sekretarz lek. Beata Cybulska
- Członek  Magdalena Krzyczkowska-Sendrakowska
- Członek dr n. med. Ewa Drozd-Styk
- Członek Magdalena Piróg Magdalena Piróg
- Członek prof. dr hab. n. med. Tomasz Paszkowski
- Członek dr n. med. Jarosław Kozakowski
- Członek dr hab. n. med. Michał Rabijewski, prof. CMKP